# Доктор Кто (3-й сезон)
Премьера третьего сезона британского научно-фантастического телесериала «Доктор Кто» состоялась 31 марта 2007 года. Первым эпизодом. вышедшим в рамках этого сезона, стал «Смит и Джонс», однако ещё в декабре 2006 года был показан рождественский спецвыпуск «Сбежавшая невеста», который также стал одной из новых серий. Кроме того. 30 июня 2007 года, вместе с «Последним повелителем времени», был показан анимационный сериал «В поисках „Бесконечности“», который до этого выходил только в рамках детского документального проекта «Весь „Доктор Кто“».
По сюжету Десятый Доктор в исполнении Дэвида Теннанта путешествует сквозь пространство и время при помощи ТАРДИС, живой машины времени, внешне напоминающей английскую синюю полицейскую будку 1960-х годов. Очень часто его сопровождают его спутники: в рождественском спецвыпуске спутницей является Донна Ноубл (Кэтрин Тейт), которая вернётся в этом качестве в четвёртом сезоне, а в основных сериях — Марта Джонс, роль которой исполнила Фрима Аджимен. Также в последних эпизодах сезона вернулся актёр Джон Барроумэн, который повторил свою роль капитана Джека Харкнесса. Все эпизоды связаны упоминанием имени некоего «мистера Саксона», которым, как выясняется в итоге, является заклятый враг Доктора, известный как Мастер. В сезоне появляется две инкарнации Мастера: одну из них сыграл Дерек Джекоби, позднее Мастер регенерировал в Саксона в исполнении Джона Симма.

## О сериале
«Доктор Кто» (англ. Doctor Who, МФА: [ˈdɒk.tə(ɹ) huː]) — культовый британский научно-фантастический телесериал компании «Би-би-си» об инопланетном путешественнике во времени, известном как Доктор. Внесён в Книгу рекордов Гиннеса как самый продолжительный и успешный научно-фантастический сериал. Кроме того, шоу принято делить на две части: классические серии, транслировавшиеся с 1963 по 1989 год, и возрождённый сериал, выходящий с 2005 года по настоящее время.
Главный персонаж сериала «Доктор Кто», Доктор, является путешественником в пространстве и времени. Выглядит как человек, но относится к расе Повелителей Времени с планеты Галлифрей. Повелители Времени обладают способностью регенерировать (перерождаться) по мере попадания в смертельные ситуации. В результате регенерации Повелитель Времени полностью меняет свою внешность и частично — характер. Доктор считает себя последним Повелителем Времени. Лишённый своего дома, он спасает другие миры, в том числе и человечество.
В качестве способа передвижения Доктор использует ТАРДИС (англ. TARDIS — Time And Relative Dimension(s) In Space) — живую машину времени и одновременно космический корабль, выглядящую как английская синяя полицейская будка из 1960-х годов, но вмещающую в себя гораздо больше, чем кажется («она больше внутри, чем снаружи»). В качестве подручного инструмента для осуществления мелких операций с предметами (запирание-отпирание замков, починка приборов, сканирование чего-либо и т. п.) им применяется звуковая отвёртка. Доктор обладает нечеловеческим интеллектом.
В данном сезоне Десятый Доктор продолжает путешествовать сквозь пространство и время со своими спутницами. В рождественском спецвыпуске «Сбежавшая невеста» он встречает девушку по имени Донна Ноубл, однако она станет его спутницей только в четвёртом сезоне. Основной спутницей этого сезона становится Марта Джонс, студентка-медик. Марта знакомится с Доктором в первой серии и безоглядно влюбляется в него, Доктор же не может забыть Розу и испытывает к Марте лишь дружеские чувства, но при этом нуждается в ней просто как в близком человеке; на этом фоне проходят совместные приключения героев в течение всего сезона. В последней серии Марта уходит, решив порвать с Повелителем Времени, чтобы прекратить мучительные и бесперспективные отношения.

## Эпизоды
В «Пробке» появляются существа под названием Макра, которые ранее были замечены в серии 4 сезона классики «Террор Макра». Это уже четвёртая раса существ из классического сериала, которая была показана в новых сериях, до этого «вернулись» только автоны, далеки и киберлюди.
Три эпизода представляют собой адаптации более ранних работ. Состоящую из двух частей историю «Человеческая природа» / «Семья крови» сценарист Пол Корнелл написал на основе своего же собственного романа «Человеческая природа», который вышел в рамках цикла «Приключения для Новых серий». Сценарий к серии «Не моргай» адаптацией рассказа Стивена Моффата «„Что я делала на рождественские каникулы“ Салли Спэрроу», опубликованном в выпуске Doctor Who Annual за 2006 год.
В «Человеческой природе» также впервые были представлены изображения всех предыдущих Докторов, вплоть до Девятого, появившиеся в книге The Journal of Impossible Things.
| № | #                                | Название                                                | Режиссёр                         | Сценарист                        | Зрителей (миллионов)             | Индекс оценки (из 100)           | Дата выхода в эфир               |
| Рождественский спецвыпуск (2006) | Рождественский спецвыпуск (2006) | Рождественский спецвыпуск (2006)                        | Рождественский спецвыпуск (2006) | Рождественский спецвыпуск (2006) | Рождественский спецвыпуск (2006) | Рождественский спецвыпуск (2006) | Рождественский спецвыпуск (2006) |
| --- | -------------------------------- | ------------------------------------------------------- | -------------------------------- | -------------------------------- | -------------------------------- | -------------------------------- | -------------------------------- |
| 178 | —                                | «Сбежавшая невеста» «The Runaway Bride»                 | Эйрос Лин                        | Расселл Ти Дейвис                | 9.35                             | 84                               | 25 декабря 2006 года             |
| Расставшись с Розой, Доктор улетает на ТАРДИС, но неожиданно в искрах света в машине времени материализуется девушка в свадебном платье, которая не понимает, где она оказалось, почему это произошло и кто такой Доктор. Как выяснилась она, а её зовут Донна Ноубл, должна была выйти замуж, но на пути к алтарю вдруг засветилась и перенеслась в ТАРДИС. Обследовав её, Доктор понимает, что в теле девушки находятся очень редкие частицы, воздействие на которые и заставило Донну переместиться. Дальнейшее расследование приводит их обоих к жениху Донны и в логово императрицы пауков Ракносс. |                                  |                                                         |                                  |                                  |                                  |                                  |                                  |
| 3-й сезон |                                  |                                                         |                                  |                                  |                                  |                                  |                                  |
| 179 | 1                                | «Смит и Джонс» «Smith and Jones»                        | Чарльз Палмер                    | Расселл Ти Дейвис                | 8.71                             | 88                               | 31 марта 2007 года               |
| Доктор идёт в Королевский Госпиталь под прикрытием и знакомится с Мартой Джонс, студенткой-медиком, проходящей практику. Неожиданно вся больница оказывается телепортирована на Луну джудунами, расой межгалактических полицейских, которая проверяет всех при помощи специального устройства. Они разыскивают плазмовора, однако, так как Доктор инопланетянин, его жизнь также оказывается в опасности. В конце серии Марта становится временной спутницей Доктора. |                                  |                                                         |                                  |                                  |                                  |                                  |                                  |
| 180 | 2                                | «Код Шекспира» «The Shakespeare Code»                   | Чарльз Палмер                    | Гарет Робертс                    | 7.23                             | 87                               | 7 апреля 2007 года               |
| Доктор и Марта оказываются в Саутволке 1599 года и встречают Уильяма Шекспира, которого терроризируют ведьмы. на самом деле ведьмы оказываются представителями инопланетной расой каррионитов, которые хотят использовать дар Шекспира, чтобы освободить своих сородичей из заточения. Шекспир ставит свою последнюю пьесу, Love's Labour's Won, но в последний момент Доктор уговаривает писателя использовать свой талант, чтобы заточить каррионитов навечно, в результате все копии пьесы оказываются утрачены. |                                  |                                                         |                                  |                                  |                                  |                                  |                                  |
| 181 | 3                                | «Пробка» «Gridlock»                                     | Ричард Кларк                     | Расселл Ти Дейвис                | 8.41                             | 85                               | 14 апреля 2007 года              |
| Доктор возвращается на Новую Землю спустя 30 лет после того, как бывал на ней с Розой. За это время многое изменилось: практически все жители ныне живут в небольших фургонах и стоят в бесконечной пробке. Добраться быстро куда нужно имеют возможность только те, кто получил доступ к некой скоростной трассе, но для этого в фургоне должно быть не меньше троих взрослых. Практически сразу же по прибытии Марту похищают двое неизвестных, которые как раз и хотят на эту самую скоростную трассу. Чтобы выручить спутницу, Доктор начинает путешествие по рядам фургончиков вниз, туда, где расположен тот самый быстрый путь, который оказался не таким уж безопасным. В конце концов Доктор вновь встречается с Лицом Бо и узнаёт от него тщательно скрываемую тайну |                                  |                                                         |                                  |                                  |                                  |                                  |                                  |
| 182а | 4                                | «Далеки на Манхэттене» «Daleks in Manhattan»            | Джеймс Стронг                    | Хелена Рейчел                    | 6.69                             | 86                               | 21 апреля 2007 года              |
| В 1930 году в нью-йоркском «гувервиллях» пропадают люди. Доктор и Марта исследуют коллекторы и выясняют, что не все, кто спускался туда, вернулись назад. Марта оказывается схвачена свиноподобным существом, которое как оказалось было рабом далеков культа Скаро, созданным в лаборатории последних. Один из культа Скаро, далек Сек, сливает своё тело с человеческим и становится человекодалеком. |                                  |                                                         |                                  |                                  |                                  |                                  |                                  |
| 182б | 5                                | «Эволюция далеков» «Evolution of the Daleks»            | Джеймс Стронг                    | Хелена Рейчел                    | 6.97                             | 85                               | 28 апреля 2007 года              |
| Человекодалек Сек понимает, что далекам необходимо вернуть эмоции, которые из них были удалены их создателем. Однако оставшиеся члены культа Скаро предают его и убивают. Доктор освобождает захваченных людей, включая Марту. Как выяснилось, они нужны были далеком, чтобы создать новый этап в развитии их расы — людей с разумом далеков. Однако из-за вмешательства Доктора, в итоговые образцы случайно попали гены Повелителей времени, из-за чего они восстали против своих создателей и убили двоих из них. Далек Каан, единственный оставшийся в живых, сбегает, предварительно уничтожив итоговые образцы. |                                  |                                                         |                                  |                                  |                                  |                                  |                                  |
| 183 | 6                                | «Эксперимент Лазаруса» «The Lazarus Experiment»         | Ричард Кларк                     | Стивен Грихорн                   | 7.19                             | 86                               | 5 мая 2007 года                  |
| 76-летний учёный доктор Лазарус представил миру своё изобретение — при помощи сверхзвуковых волн он вернул себе молодость на глазах у множества людей. Однако из-за того, что аппарат воздействует на ДНК и активирует ранее бездействовавшие гены, Лазарус начинает деэволюционировать в монстра, который к тому же питается жизненной энергией людей. И Доктор вынужден остановить его. Также Повелитель времени предлагает Марте путешествовать с ним постоянно, а не время от времени, как было до этого. |                                  |                                                         |                                  |                                  |                                  |                                  |                                  |
| 184 | 7                                | «42» «42»                                               | Грэм Харпер                      | Крис Чибнелл                     | 7.41                             | 85                               | 19 мая 2007 года                 |
| Пролетев половину вселенной, ТАРДИС с Доктором и Мартой на борту откликается на сигнал бедствия с космического корабля. После приземления Повелитель и его спутница оказываются в ловушке без доступа к машине времени. Остаётся лишь 42 минуты до того, как корабль сгорит в свете звезды. Экипаж начинает гибнуть один за одним и Доктор должен найти способ предотвратить трагедию. |                                  |                                                         |                                  |                                  |                                  |                                  |                                  |
| 185а | 8                                | «Человеческая природа» «Human Nature»                   | Чарльз Палмер                    | Пол Корнелл                      | 7.74                             | 86                               | 26 мая 2007 года                 |
| Обычный учитель Джон Смит из Англии 1913 года видит во сне, что он великий Повелитель времени, путешествующий при помощи чуда техники под названием ТАРДИС по различным мирам и эпохам. И всё, что он видел, он тщательно записывал в свой дневник. И он ни на минуту не расстаётся с часами-«луковицей». Он и не подозревает, что на самом деле он Доктор, который запер свою сущность Повелителя времени в тех самых часах. А его горничная, Марта, на самом деле его спутница. Через пару месяцев после того, как Доктор укрылся в школе, преследующая его ради бессмертия Семья Крови находит его и вселяется в тела четырёх человек из школы. Проблему также создаёт то, что часы пропадают, а у Джона Смита просыпаются чувства к школьной медсестре, с которой он обсуждал свои сны и которую пригласил на танцы |                                  |                                                         |                                  |                                  |                                  |                                  |                                  |
| 185б | 9                                | «Семья крови» «The Family of Blood»                     | Чарльз Палмер                    | Пол Корнелл                      | 7.21                             | 86                               | 2 июня 2007 года                 |
| Один из студентов школы, похоже обладающий телепатией и способный расслышать мысли Доктора в часах, помогает Марте, Смиту и медсестре избежать ловушки, которую Семья Крови устроила на танцах. Чтобы выманить их, Семья при помощи своего корабля обстреливает близлежащую деревню. Смит, наконец, получает свои часы, открывает их и вновь становится Доктором. Он устраивает крушение корабля, после чего даёт Семье так ими желаемое бессмертие, но по-своему. Медсестра получает приглашение стать спутницей Повелителя времени |                                  |                                                         |                                  |                                  |                                  |                                  |                                  |
| 186 | 10                               | «Не моргай» «Blink»                                     | Хетти Макдональд                 | Стивен Моффат                    | 6.62                             | 87                               | 9 июня 2007 года                 |
| Салли Спэрроу исследует заброшенный дом и замечает, что её преследуют ожившие статуи Плачущих Ангелов. Это инопланетные создания, которые двигаются только тогда, когда на них не смотришь. И если они коснутся тебя, то отправят назад во времени. Ключом к происходящему могут служить 10 записей с Доктором, на которых он будто ломает четвёртую стену, отвечая на реплики несуществующего собеседника. |                                  |                                                         |                                  |                                  |                                  |                                  |                                  |
| 187а | 11                               | «Утопия» «Utopia»                                       | Грэм Харпер                      | Расселл Ти Дейвис                | 7.84                             | 87                               | 16 июня 2007 года                |
| Когда ТАРДИС приземлилась в современном Кардиффе, чтобы подзарядить системы от пространственно-временного разлома, на внешнюю обшивку прыгает Джек Харкнесс. В попытке сбросить его машина времени переносится на 100 триллионов лет в будущее, когда Вселенная практически исчезла. На неизвестной планете человечество будущего отводит Доктора, Марту и Джека в Бункер 16, где учёный по фамилии Яно трудится над ракетой к некой «Утопии», которая должна спасти человечество. Доктор и Джек помогают исправить ошибки в конструкции, в результате ракета готова к путешествию. Марта замечает у Яно такие же часы, какие были у Доктора в 1913 году, когда он был человеком Джоном Смитом, и понимает что профессор является Повелителем времени. К такому же выводу приходит Доктор, когда понимает что фамилия Яно состоит из первых букв послания Лица Бо — «Явится надежда одинокому». Тем временем люди улетают на ракете, а Яно возвращает свою личность Повелителя Времени, известного как Мастер. Он крадёт ТАРДИС Доктора и регенерирует в молодую версию себя. |                                  |                                                         |                                  |                                  |                                  |                                  |                                  |
| 187б | 12                               | «Барабанная дробь» «The Sound of Drums»                 | Колин Тигу                       | Расселл Ти Дейвис                | 7.51                             | 87                               | 23 июня 2007 года                |
| Доктор в последний момент успел при помощи манипулятора времени Джека замкнуть системы своей ТАРДИС таким образом, чтобы она могла путешествовать только на Землю XXI века и в конец Вселенной. После этого они сами перемещаются в предполагаемую точку приземления машины времени. Они оказываются в Лондоне спустя 4 дня после выборов премьер-министра, на которых победил Гарольд Саксон. Как оказалось, Саксон и есть молодая версия Мастера. Он сажает в тюрьму семью Марты и готовится к трансляции на весь мир первого контакта с инопланетной расой, которую он называет токлафанами. Доктор, Джек и Марта пытаются ему помешать, но их план проваливается и они оказываются в плену. Делегация токлафанов оказывается армией вторжения, которой Саксон приказывает уничтожить одну десятую часть населения Земли. Марта сбегает из плена при помощи манипулятора времени. |                                  |                                                         |                                  |                                  |                                  |                                  |                                  |
| 187в | 13                               | «Последний повелитель времени» «Last of the Time Lords» | Колин Тигу                       | Расселл Ти Дейвис                | 8.61                             | 88                               | 30 июня 2007 года                |
| Спустя год после побега Марта возвращается в Англию. Токлафаны построили флот ракет, при помощи которого намерены захватывать другие планеты, а Мастер получает удовольствие, издеваясь над Доктором, и заставляя семью Марты делать чёрную работу по дому. Однако Марта нашла способ победить Мастера: она путешествовала по миру, рассказывая людям о Докторе, и в определённый момент система, которую Мастер использовал, чтобы в своё время победить на выборах, усилила их мысли о нём, из-за чего Доктор обрёл невероятную силу. Джек разрушил машину парадоксов, которая привела токлафанов на Землю, в результате чего события последнего года стёрлись для всех, кроме тех, кто находился в эпицентре событий. Люси Саксон, женщина, на которой Мастер женился для прикрытия, стреляет в мужа из пистолета и он, отказываясь регенерировать, умирает. Джек решает вновь воссоединиться со своей командой в Торчвуде, а Марта остаётся со своей семьёй, поняв, что влюблена в Доктора и он никогда не ответит ей взаимностью.                                        |                                  |                                                         |                                  |                                  |                                  |                                  |                                  |

### Дополнительные эпизоды
Помимо основных серий третьего сезона, в рамках детского документального проекта «Весь „Доктор Кто“» на канале CBBC (то есть Children’s BBC — дочерний канал BBC, предназначенный для детской аудитории) выходил анимационный сериал «В поисках „Бесконечности“», состоящий из 13 эпизодов, каждый из которых имел хронометраж около трёх с половиной минут. 30 июня 2007 года был показан смонтированный в одну 45-минутную серию вариант «В поисках „Бесконечности“».
| # | Название                                         | Режиссёр     | Сценарист  | Зрителей (миллионов) | Дата выхода в эфир           |
| --- | ------------------------------------------------ | ------------ | ---------- | -------------------- | ---------------------------- |
| 1 | «В поисках „Бесконечности“» «The Infinite Quest» | Гэри Расселл | Алан Бэймс | 0.6–0.9              | 2 апреля — 30 июня 2007 года |
| Десятый Доктор и Марта отправляются в путешествие сквозь пространство и время, чтобы найти чипы с данными, на которых содержится информация о местонахождении «Бесконечности», огромного космического корабля, который якобы исполнит любое желание. Однако не только они ищут этот корабль. |                                                  |              |            |                      |                              |

## Подбор актёров

### Основные персонажи
Третий сезон стал вторым по счёту, в котором появился Дэвид Теннант, и его персонажа, Десятого Доктора, сопровождали три спутника: Донна Ноубл, Марта Джонс и Джек Харкнесс.
Актриса и комик Кэтрин Тейт первоначально появилась в рождественском спецвыпуске как спутница на одну серию. В конце эпизода её персонаж, Донна Ноубл, упускает шанс попасть в ТАРДИС, однако возвращается в качестве постоянной спутницы в следующем сезоне.
После того, как Билли Пайпер покинула проект после второго сезона сериалу нужна была новая постоянная спутница вместо Розы Тайлер. 5 июля 2006 года BBC объявили, что ею стала Марта Джонс в исполнении Фримы Адмиман. Актриса ранее уже появлялась в состоящей из двух частей истории «Армия призраков» / «Судный день» в качестве другого персонажа. также, в последней истории сезона, впервые включающей три эпизода, вернулся Джек Харкнесс, роль которого вновь сыграл Джон Барроумен.

### Второстепенные и эпизодические персонажи
Из повторяющихся персонажей в сезоне появляется семья Марты, членов которой сыграли Адджоа Андо, Тревор Лэрд, Гугу Мбата-Роу и Реджи Йетс.
Также в отдельных сериях появились такие актёры как Тельма Барлоу, Райан Карнс, Кристина Коул, Мишель Коллинз, Ленора Кричлоу, Энтони Флэнаган, Эндрю Гарфилд, Люси Гаскелл, Марк Гэтисс, Дон Гилет, Дженнифер Хеннесси, Джессика Хайнс, Дерек Джекоби, Дин Леннокс Келли, Мэтт Кинг, Крис Ларкин, Гарри Ллойд, Стивен Маркус, Рой Марсден, McFly, Кэри Маллиган, Майкл Обиора, Ардал О’Хэнлон, Трэвис Оливер, Шэрон Осборн, Сара Пэриш, Анджела Плезенс, Хью Куарши, Миранда Рэйсон, Энн Райд, Томас Броди-Сангстер, Джон Симм и Энн Уиддекомб.

## Производство

### Начальный этап
16 июня 2005 года, после успеха первого сезона, BBC решили продлить сериал ещё раз, всего через два месяца после заказа второго.

### Работа над сценарием
В третьем сезоне в качестве сценаристов выступили Гарет Робертс, который до этого работал над интерактивным эпизодом «Атака Граска» и «Тардисодами», Хелен Рейнор, также одна из редакторов сценариев, Крис Чибнелл, который являлся шоураннером «Торчвуда», спин-оффа «Доктора Кто», и Стивен Гринхорн. Кроме того, Пол Корнелл, Стивен Моффат и Рассел Ти Дейвис продолжили писать для сериала, а последний снова принял на себя обязанности шоураннера.
Все эпизоды третьего сезона связаны упоминанием имени Гарольда Саксона, под которым скрывается Повелитель времени, известный как Мастер. Впервые оно упоминается ещё в «Сбежавшей невесте: именно по его приказу военные расстреливают вошедший в атмосферу Земли корабль арахноидов. Также и другие эпизоды показывали нечто, что было связано с Мастером. Эксперименты в сериях «42» и «Эксперимент Лазаруса» проводились непосредственно под его контролем. Лицо Бо хранило тайну, связанную с Мастером. Одно из воплощений Мастера, доктор Яно, использует такие же часы-«луковицу», чтобы скрыть свои мысли и сущность Повелителя времени, что и Доктор в «Человеческой природе» / «Семье крови».

### Съёмки
Съёмки рождественского спецвыпуска стартовали 4 июля 2006 года, в то время как производство остальных серий длилось с 8 августа 2006 года  по 2 апреля 2007 года. Эйрос Лин, Чарльз Палмер, Ричард Кларк, Джеймс Стронг, Грэм Харпер, Хетти Макдональд и Колин Тигу заняли место режиссёров. В качестве продюсеров сезона выступили Фил Колинсон и Сьюзи Лиггет, исполнительных продюсеров — Рассел Ти Дейвис, Джули Гарднер.
Производственные блоки расположились следующим образом:
| Блок | Эпизоды                                           | Режиссёр         | Сценарист                         | Продюсер      | Код       |
| ---- | ------------------------------------------------- | ---------------- | --------------------------------- | ------------- | --------- |
| 1    | «Сбежавшая невеста»                               | Эйрос Лин        | Расселл Ти Дейвис                 | Фил Коллинсон | 3X        |
| 2    | «Смит и Джонс» «Код Шекспира»                     | Чарльз Палмер    | Рассел Ти Дейвис Гарет Робертс    | Фил Коллинсон | 3.1 3.2   |
| 3    | «Пробка» «Эксперимент Лазаруса»                   | Ричард Кларк     | Расселл Ти Дейвис Стивен Гринхорн | Фил Коллинсон | 3.3 3.6   |
| 4    | «Далеки на Манхэттене» «Эволюция далеков»         | Джеймс Стронг    | Хелен Рейнор                      | Фил Коллинсон | 3.4 3.5   |
| 5    | «Не моргай»                                       | Хетти Макдональд | Стивен МофФАТ                     | Фил Коллинсон | 3.10      |
| 6    | «Человеческая природа» «Семья крови»              | Чарльз Палмер    | Пол Корнелл                       | Сьюзи Лиггет  | 3.8 3.9   |
| 7    | «42» «Утопия»                                     | Грэм Харпер      | Крис Чебнелл Расселл Ти Дейвис    | Фил Коллинсон | 3.7 3.11  |
| 8    | «Барабанная дробь» «Последний Повелитель времени» | Колин Тигу       | Расселл Ти Дейвис                 | Фил Коллинсон | 3.12 3.13 |

В рамках третьего сезона также был снят анимационный телесериал «В поисках „Бесконечности“», который был впоследствии показан как часть детского документального проекта «Весь Доктор Кто».

## Реакция

### Критика
Арнольд Т Блюмберг, пишущий для сайта IGN, остался очень доволен просмотром третьего сезона и поставил ему оценку 9 из 10 возможных (с пометкой «Удивительно»). Он похвалил актёрскую игру Теннанта, Аджиман и Джона Симма, а также «ловкий ход» с раскрытием настоящей личности персонажа последнего. По его словам «уверено выйдя в эфир, на волне успеха, третий сезон „Доктора Кто“ — мощное путешествие сквозь пространство и время…, он уже не может быть лучше, чем есть». Ник Лайонс, критик из DVD Talk, также очень положительно оценил третий сезон: «он на одном уровне с предыдущими двумя сезонами возрождённого сериала». По его мнению образ Марты «несомненно понравится поклонникам». Критик оценил сезон в четыре с половиной звезды из пяти возможных.

### Награды и номинации
| Год  | Награда                                           | Номинация                                                                           | Номинант(ы)                                                                                                | Результат | Прим.         |
| ---- | ------------------------------------------------- | ----------------------------------------------------------------------------------- | --- | --------- | ------------- |
| 2007 | Международный телевизионный фестиваль в Эдинбурге | Лучшая программа года                                                               | «Доктор Кто»                                                                                               | Победа    | [ 37 ]        |
| 2007 | Награды Glenfiddich Spirit of Scotland            | Телевизионная награда                                                               | Дэвид Теннант                                                                                              | Победа    | [ 38 ]        |
| 2007 | Телевизионный фестиваль в Монте-Карло             | Выдающийся актёр в драматическом телесериале                                        | Дэвид Теннант                                                                                              | Номинация | [ 39 ]        |
| 2007 | Телевизионный фестиваль в Монте-Карло             | Выдающаяся актриса в драматическом телесериале                                      | Фрима Аджимен                                                                                              | Номинация | [ 39 ]        |
| 2007 | Национальная телевизионная премия                 | Драма года                                                                          | «Доктор Кто»                                                                                               | Победа    | [ 40 ]        |
| 2007 | Национальная телевизионная премия                 | Актёр года                                                                          | Дэвид Теннант                                                                                              | Победа    | [ 40 ]        |
| 2007 | Национальная телевизионная премия                 | Актриса года                                                                        | Фрима Аджимен                                                                                              | Номинация | [ 41 ]        |
| 2007 | Премия «Небьюла»                                  | Лучший сценарий                                                                     | Стивен Моффат («Не моргай»)                                                                                | Номинация | [ 42 ]        |
| 2007 | Saturn Awards                                     | Лучший иностранный телесериал                                                       | «Доктор Кто»                                                                                               | Победа    | [ 43 ]        |
| 2007 | Scream Awards                                     | Лучший телесериал                                                                   | «Доктор Кто»                                                                                               | Номинация | [ 44 ]        |
| 2007 | TV Quick Awards                                   | Лучшая популярная драма                                                             | «Доктор Кто»                                                                                               | Победа    | [ 45 ]        |
| 2007 | TV Quick Awards                                   | Лучший актёр                                                                        | Дэвид Теннант                                                                                              | Победа    | [ 45 ]        |
| 2007 | TV Quick Awards                                   | Лучшая актриса                                                                      | Фрима Аджимен                                                                                              | Номинация | [ 45 ]        |
| 2007 | Награда Гильдии сценаристов Великобритании        | Лучшая «мыльная опера» / лучший сериал                                              | Крис Чибнелл, Пол Корнелл, Расселл Ти Дейвис, Стивен Гринхорн, Стивен Моффат, Хелен Ровнер и Гарет Робертс | Победа    | [ 46 ]        |
| 2008 | BAFTA Cymru Awards                                | Лучший драматический сериал                                                         | «Доктор Кто»                                                                                               | Победа    | [ 47 ]        |
| 2008 | BAFTA Cymru Awards                                | Лучшая операторская работа: Драма                                                   | «Доктор Кто»                                                                                               | Победа    | [ 47 ]        |
| 2008 | BAFTA Cymru Awards                                | Лучшая работа костюмера                                                             | Луиза Пейдж («Код Шекспира»)                                                                               | Номинация | [ 47 ]        |
| 2008 | BAFTA Cymru Awards                                | Лучшие грим и причёски                                                              | «Доктор Кто»                                                                                               | Победа    | [ 47 ]        |
| 2008 | BAFTA Cymru Awards                                | Лучшая работа со звуком                                                             | «Доктор Кто»                                                                                               | Победа    | [ 47 ]        |
| 2008 | BAFTA Cymru Awards                                | Лучший режиссёр: Драма                                                              | «Доктор Кто»                                                                                               | Победа    | [ 47 ]        |
| 2008 | BAFTA Cymru Awards                                | Лучший телесценарий                                                                 | Стивен Моффат                                                                                              | Победа    | [ 47 ]        |
| 2008 | British Academy Television Awards                 | Лучший сценарий                                                                     | Стивен Моффат («Не моргай»)                                                                                | Победа    | [ 48 ]        |
| 2008 | British Academy Television Awards                 | Лучший оригинальный саундтрек                                                       | Мюррей Голд                                                                                                | Номинация | [ 48 ]        |
| 2008 | British Academy Television Awards                 | Лучшая работа со звуком                                                             | Специалисты по работе со звуком из BBC Wales                                                               | Номинация | [ 48 ]        |
| 2008 | Constellation Awards                              | Лучший научно-фантастический телесериал 2007 года                                   | «Доктор Кто»                                                                                               | Победа    | [ 49 ]        |
| 2008 | Constellation Awards                              | Лучшая игра актёра в эпизоде научно-фантастического телесериала 2007 года           | Дэвид Теннант («Человеческая природа» / «Семья крови»)                                                     | Победа    | [ 49 ]        |
| 2008 | Constellation Awards                              | Лучшая игра актрисы в эпизоде научно-фантастического телесериала 2007 года          | Кэри Маллиган («Не моргай»)                                                                                | Победа    | [ 49 ]        |
| 2008 | Премия «Хьюго»                                    | Лучшая постановка                                                                   | «Не моргай»                                                                                                | Победа    | [ 50 ]        |
| 2008 | Премия «Хьюго»                                    | Лучшая постановка                                                                   | «Человеческая природа» / «Семья крови»                                                                     | Номинация | [ 50 ]        |
| 2008 | TRIC Awards                                       | Лучшая драматическая телепрограмма                                                  | «Доктор Кто»                                                                                               | Номинация | [ 51 ]        |
| 2008 | VES Awards                                        | Выдающиеся вмзуальные эффекты всериале для эфирного ТВ                              | Дэвит Хаутон, Уилл Коуэн, Жан-Клод Дегуара и Николас Эрнандес («Последний повелитель времени»)             | Номинация | [ 52 ] [ 53 ] |
| 2008 | VES Awards                                        | Выдающийся рисованный персонаж в эфирном или коммерческом проекте с живыми актёрами | Николас Эрнандес, Адам Бёрнет, Нил Рош и Жан-Клод Дегуара («Последний повелитель времени»)                 | Номинация | [ 52 ] [ 53 ] |

## Релиз

### Трансляция
Премьера третьего сезона состоялась 31 марта 2007 года с выходом эпизода «Смит и Джонс». Финальный эпизод сезона, «Последний повелитель времени», увидел свет 30 июня 2007 года. Как и в случае двух предыдущих сезонов, после каждой серии на BBC Three выходил соответствующий выпуск «Доктора Кто: Конфиденциально».

### Выход на DVD и Blu-Ray
| Сезон                          | Название | Количество и хронометраж эпизодов                                                                                     | Дата выхода в R2/B                                                                       | Дата выхода в R4/B                              | Дата выхода в R1/A                                             |
| ------------------------------ | --- | --- | ---------------------------------------------------------------------------------------- | ----------------------------------------------- | -------------------------------------------------------------- |
| 3                              | «Доктор Кто»: Сбежавшая невеста «Сбежавшая невеста» | 1 × 60 мин. | 2 апреля 2007 года                                                                       | 4 июля 2007 года                                |                                                                |
| 3                              | «Доктор Кто»: Сезон 3, том 1 «Смит и Джонс» «Код Шекспира» «Пробка»                                                                                          | 3 × 45 мин. | 21 мая 2007 года                                                                         | 1 августа 2007 года                             |                                                                |
| 3                              | «Доктор Кто»: Сезон 3, том 2 «Далеки на Манхэттене» / «Эволюция далеков» «Эксперимент Лазаруса» «42»                                                         | 4 × 45 vby. | 25 июня 2007 года                                                                        | 5 сентября 2007 года                            |                                                                |
| 3                              | «Доктор Кто»: Сезон 3, том 3 «Человеческая природа» / «Семья крови» «Не моргай»                                                                              | 3 × 45 мин. | 23 июля 2007 года                                                                        | 3 октября 2007 года                             |                                                                |
| 3                              | «Доктор Кто»: Сезон 3, том 4 «Утопия» / «Последний повелитель времени»                                                                                       | 2 × 45 мин. 1 × 52 мин.                                                                                               | 20 августа 2007 года                                                                     | 7 ноября 2007 года                              |                                                                |
| 3                              | «Доктор Кто»: Полный третий сезон | 1 × 60 мин. 12 × 45 мин. 1 × 52 мин.                                                                                  | 5 ноября 2007 года (D) 4 декабря 2013 года (сборник на Blu-ray) 31 августа 2015 года (B) | 5 декабря 2007 года (D) 4 декабря 2013 года (B) | 6 ноября 2007 года (D) 5 ноября 2013 года (сборник на Blu-ray) |
| 3                              | «Доктор Кто»: Сезон 3, часть 1 «Сбежавшая невеста» «Смит и Джонс» «Код Шекспира» «Пробка» «Далеки на Манхэттене» / «Эволюция далеков» «Эксперимент Лазаруса» | 1 × 60 мин. 6 × 45 мин.                                                                                               |                                                                                          |                                                 | 10 июня 2014 года                                              |
| 3                              | «Доктор Кто»: Сезон 3, часть 2 «42» «Человеческая природа» / «Семья крови» «Не моргай» «Утопия» / «Последний повелитель времени»                             | 6 × 45 мин. 1 × 52 мин.                                                                                               |                                                                                          |                                                 | 8 июля 2014 года                                               |
| 2, 3, 4, Спецвыпуски 2008—2010 | «Доктор Кто»: Вся эра Десятого Доктора | 5 × 6 мин, 2 × 7 мин, 1 × 8 мин, 1 × 12 мин, 35 × 45 мин, 4 × 50 мин, 6 × 60 мин, 1 × 65 мин, 1 × 72 мин, 1 × 75 мин. | 10 ноября 2014 года                                                                      | н/д                                             | 11 октября 2011 года                                           |

## Саундтрек
5 ноября 2007 года лейбл Silva Screen Records выпустил полный саундтрек третьего сезона, который также включал музыку из рождественского спецвыпуска «Путешествие проклятых».